# Solarkraftwerk Agua Caliente
Das Solarkraftwerk Agua Caliente ist eine Photovoltaik-Freiflächenanlage mit einer Spitzenleistung von 290 MW, die im Mai 2014 in Yuma County in Arizona fertiggestellt wurde. Es war zu diesem Zeitpunkt der größte Solarpark der Erde.
Die Baukosten von 1,8 Mrd. Dollar wurden zur Hälfte über eine Bürgschaft des Department of Energy im August 2011 finanziert. Im Dezember 2011 wurden 39 MW, im August 2012 dann 247 MW und im September 2013 die volle Leistung erreicht. Die Anlage hat eine Fläche von 970 Hektar.
Eingesetzt werden 5,2 Millionen CdTe-Module mit je 80 Watt der Firma First Solar, was 410 MWDC ergibt, und 500 Wechselrichter Typ 630CP von SMA.
Zur Wartung sind 16 Vollzeitkräfte eingestellt, der Strom wird über einen 25-Jahres-Vertrag an Pacific Gas & Electric verkauft.